# الخمايرية
الخمايرية هي بلدية تونسية تابعة لولاية جندوبة و مركزها هي مدينة حمام بورقيبة و تتبع إداريا معتمدية عين دراهم.
توجد بالبلدية في منطقة غابية أفضت جمالية و طابع سياحي.
توجد بالبلدية مدارس ابتدائية و إعدادية و ثانوية و مكتب بريد و مركزان أمنيان و مركب رياضي و نزل من فئة خمسة نجوم نزل المرادي حمام بورقيبة.
تقع البلدية على الحدود الجزائرية و تحدها أيضا بلديات عين دراهم و طبرقة و فرنانة و الجواودة .
يوجد بالبلدية نادي رياضي يسمى النادي الرياضي بحمام بورقيبة